# فرنتس بنه
فِرنس بِنه (مجاری: Bene Ferenc؛ ۱۷ دسامبر ۱۹۴۴ – ۲۷ فوریهٔ ۲۰۰۶) بازیکن فوتبال مجارستانی بود که در پست مهاجم برای تیم‌های اویپستی دوزسا و مجارستان بازی می‌کرد. او یکی از اعضای تیمی بود که در بازی‌های المپیک تابستانی 1964 مدال طلا را به دست آورد، که در آن تنها با 12 گل در 5 بازی، بهترین گلزن مسابقات بود. او با بیش از 1425 گل زده در بیش از 1480 بازی، ششمین گلزن پرکار در کل مسابقات در تاریخ ثبت شده است. بنه یک مهاجم موفق برای Újpesti Dózsa (303 گل در 418 بازی) و تیم ملی مجارستان (36 گل در 76 بازی) بود. او دو بار در سال های 1964 و 1969 به عنوان بهترین بازیکن مجارستان انتخاب شد.
آکادمی فوتبال Kaposvári Rákóczi FC نام او را دارد. او همچنین صلیب افسری نشان شایستگی جمهوری مجارستان [hu] را در سال 1994 دریافت کرد.
او در 27 فوریه 2006 در بوداپست، پس از یک معالجه طولانی پس از سقوط در پایان سال 2005 درگذشت. 
- مشارکت‌کنندگان ویکی‌پدیا. «Ferenc Bene». در دانشنامهٔ ویکی‌پدیای انگلیسی، بازبینی‌شده در ۵ ژوئیه ۲۰۱۴.
- «Ferenc Bene». دریافت‌شده در ۵ ژوئیه ۲۰۱۴.[پیوند مرده]